# 高雄市公車紅52路
高雄市公車紅52路（原西城快線）。原由港都客運營運，2016年轉由南台灣客運營運，起點站為新左營車站，終點站為中山大學。方便中山大學學生和西子灣的旅客到高鐵左營站的快捷公車路線。車輛提供3G Free服務。

## 歷史
- 前身為「紅45」捷運接駁公車，2014年9月12日開通，改為「西城快線」，去程分段點為蓮池潭、回程為捷運西子灣站。[6]
- 2014年12月20日，增設美術館與高雄港（駁二特區）站牌，取消停靠捷運鹽埕埔站，分段點統一更改為美術館。
- 2015年12月31日，港都客運行駛本線至此日。
- 2016年1月1日，由南台灣客運接駛營運，並引進低底盤電動公車，分段緩衝區改為「美術館－高雄港」，分段點為中都磚窯廠。[7]
- 2016年中旬，本路線新增中都溼地公園與 家樂福愛河店 2站點。
- 2016年8月2日，因車輛調度因素，而出現南台灣客運接駛本路線後，首度以柴油車代駛當日部分班次之紀錄，之後便常有柴油車代班。
- 2019年9月1日，原「E05 西城快線」名稱更名為「紅52」。
- 2019年10月14日，新增「明誠路口（中華一路）」、「美術東四路口（明誠四路）」與 「美術園區」共3站點。

## 停站
參見右側路線圖